# Elina Löwensohn
Elina Marie Löwensohn (11 de julio de 1966, Bucarest, Rumania) es una actriz rumana de cine y teatro.

## Biografía
Su madre era bailarina en Bucarest. Emigró a los Estados Unidos después de la muerte del padre de Elina, el cual había sido un sobreviviente de un campo de concentración nazi. Su madre se puso en huelga de hambre para obtener un visado para su hija.[cita requerida]
Después de terminar la secundaria, Löwensohn estudió arte dramático en la ciudad de Nueva  York y actuó en varias producciones teatrales. Empezó su carrera de actriz en 1991. Perteneció al jurado de la competición oficial del XX Festival Internacional de Cine Francófono de Namur, en el 2005.[cita requerida]
Se nacionalizó estadounidense y habla inglés, francés y rumano.
Ha trabajado en más de 40 películas, entre las que se encuentran:
- Theory of Achievement (1991)
- Simple Man (1992)
- Another Girl, Another Planet (1992)
- Geborenka (1993)
- Schindler's List (1993)
- Amateur (1994)
- Nadja (1994)
- Pictures of Baby Jane Doe (1995)
- My Antonia (1995)
- Flirt (1995)
- Basquiat (1996)
- I'm not Rappaport (1996)
- La Fiancée (1997)
- Mauvais genre (1997)
- Le Silence de Rak (1997)
- Six Ways to Sunday (1997)
- Sombre (1998)
- The Wisdom of Crocodiles (1998)[2]